# Конденсація Кляйзена — Шмідта

Класичний приклад конденсації Кляйзена — Шмідта: подвійна конденсація ацетону з бензальдегідом.

Конденсація Кляйзена — Шмідта (англ. Claisen — Schmidt condensation) — особливий різновид перехресної кротонової конденсації, де в якості карбонільної компоненти виступає альдегід або кетон без атомів водню в α-положенні. Зазвичай в якості метиленової компоненти береться кетон; таким чином, ролі обох реактандів чітко зафіксовані, і перебіг реакції призводить лише до одного конкретного продукту, а саме α,β-ненасиченого кетону.
Реакція названа на честь своїх відкривачів, Райнера Людвіга Кляйзена та Й. Густава Шмідта, що вперше описали її в 1881 році.